# Hilde Crevits
Hilde Urbanie Julia Crevits (Torhout, 28 giugno 1967) è una politica belga fiamminga, Viceministro presidente delle Fiandre e ministro fiammingo nei governi di Geert Bourgeois, Liesbeth Homans e Jan Jambon dal 25 luglio 2014.

## Biografia
Crevits si è laureata in giurisprudenza presso l'Università di Gand nel 1990 e successivamente è diventata avvocato.
È stata consigliere provinciale per il consiglio delle Fiandre occidentali dal 1999 al 2004, quando è stata eletta al Parlamento fiammingo nelle elezioni regionali del 2004. Dal 2000 al 2007 ha lavorato come assessore a Torhout.
Dopo le elezioni federali belghe del 2007, nel rimpasto del governo del 28 giugno 2007, Crevits ha assunto le competenze di Kris Peeters nel governo fiammingo come ministro fiammingo dei lavori pubblici, energia, ambiente e natura. Dopo le elezioni regionali del 2009 è diventata ministro fiammingo della mobilità e dei lavori pubblici nel secondo governo di Kris Peeters.
Dopo le elezioni del 2014, diventa viceministro presidente e ministro dell'educazione nel governo di Geert Bourgeois.
Dal 9 maggio 2016 al 19 dicembre 2018 è stata anche sindaco di Torhout.

## Vita privata
È sposata e madre di un figlio e di una figlia. Vive a Torhout dove condivide una casa con i suoi genitori e suoceri. È un'appassionata ciclista. Già durante la sua giovinezza ha raccolto diversi successi a livello sportivo e ha anche partecipato a varie competizioni amatoriali a Torhout e dintorni.